# 特乔特拉拉特辛

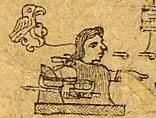
索洛特尔（Xolotl）法典中特乔特拉拉特辛的肖像

特乔特拉拉特辛 （其中-tzin为纳瓦特尔语中敬称之后缀，故也称Techotlala；在位时间：1357年-1409年或1377年-1409年）是前哥伦布时期中美洲城邦特斯科科的统治者。作为阿科尔瓦人之首领，他率先接纳当地流行文化（包括纳瓦特尔语）。
特乔特拉拉特辛是基纳特辛之子。他在特斯科科湖东岸建立了一块领地，但阿斯卡波特萨尔科之领主特索索莫克对其有一定管辖权。其子（即其继承人）伊斯特利尔索奇特尔一世曾试图挑战特索索莫克，但以失败告终。
其早期资料见于索洛特尔（Xolotl）法典及弗雷·胡安·德托尔克马达、费尔南多·德·阿尔瓦·科尔特斯·伊斯特利尔索奇特尔（Fernando de Alva Cortés Ixtlilxochitl）、胡安·包蒂斯塔·德·波马尔（Juan Bautista de Pomar）等人之记述。